# Linea KTR Miyazu
La  linea Miyazu (宮津線?, Miyazu-sen) della Ferrovia Kitakinki Tango è una ferrovia a scartamento ridotto che collega le stazioni di Nishi-Maizuru a Maizuru e Toyooka, nella città omonima, e quindi le prefetture di Kyoto e Hyōgo rispettivamente. La linea è interamente a binario singolo, ed elettrificata a 1500 V in corrente continua solo fra Miyazu e Amanohashidate.

## Servizi
La linea ha treni locali, rapidi ed espressi limitati con diversi schemi di fermata.
- Locale (普通?, futsū)

Ferma in tutte le stazioni della linea
- Rapido (快速?, Kaisoku) ("RA")

Ferma in un numero inferiore di stazioni all'interno della linea
- Espresso Limitato (特急?, Tokkyū) ("EL")

I treni espressi limitati sono di tre tipi, di cui due in cogestione con la JR West:
Hashidate (Kyoto - Fukuchiyama - Amanohashidate - Kumihama)
Kounotori (Shin-Osaka -  Fukuchiyama - Amanohashidate)
Tango Liner (Fukuchiyama - Amanohashidate - Toyooka)

## Stazioni
- Legenda: ● - tutti i treni fermano; ▲ - alcuni treni fermano; | - tutti i treni passano

| Stazione       | Giapponese | Distanza         | Distanza | RA | EL | Collegamenti            | Posizione   | Posizione |
| Stazione       | Giapponese | Between Stations | Total    | RA | EL | Collegamenti            | Posizione   | Posizione |
| -------------- | ---------- | ---------------- | -------- | -- | -- | ----------------------- | ----------- | --------- |
| Nishi-Maizuru  | 西舞鶴     | -                | 0.0      |    |    | Linea Maizuru           | Maizuru     | Kyoto     |
| Shisho         | 四所       | 5.4              | 5.4      |    |    |                         | Maizuru     | Kyoto     |
| Shinonome      | 東雲       | 3.5              | 8.9      |    |    |                         | Maizuru     | Kyoto     |
| Tango-Kanzaki  | 丹後神崎   | 3.8              | 12.7     |    |    |                         | Maizuru     | Kyoto     |
| Tango-Yura     | 丹後由良   | 1.7              | 14.4     |    |    |                         | Miyazu      | Kyoto     |
| Kunda          | 栗田       | 5.8              | 20.2     |    |    |                         | Miyazu      | Kyoto     |
| Miyazu         | 宮津       | 4.5              | 24.7     | ●  | ●  | Linea KTR Miyafuku      | Miyazu      | Kyoto     |
| Amanohashidate | 天橋立     | 4.4              | 29.1     | ●  | ●  |                         | Miyazu      | Kyoto     |
| Iwatakiguchi   | 岩滝口     | 3.7              | 32.8     |    | \| |                         | Miyazu      | Kyoto     |
| Nodagawa       | 野田川     | 2.9              | 35.7     |    | ●  |                         | Yosano Yosa | Kyoto     |
| Tango-Ōmiya    | 丹後大宮   | 7.0              | 42.7     |    | ●  |                         | Kyōtango    | Kyoto     |
| Mineyama       | 峰山       | 5.6              | 48.3     |    | ●  |                         | Kyōtango    | Kyoto     |
| Amino          | 網野       | 7.2              | 55.5     |    | ●  |                         | Kyōtango    | Kyoto     |
| Kitsuonsen     | 木津温泉   | 5.6              | 61.1     |    | ●  |                         | Kyōtango    | Kyoto     |
| Tango-Kanno    | 丹後神野   | 5.4              | 66.5     |    | ▲  |                         | Kyōtango    | Kyoto     |
| Kōyama         | 甲山       | 3.2              | 69.7     |    | \| |                         | Kyōtango    | Kyoto     |
| Kumihama       | 久美浜     | 2.3              | 72.0     | ●  | ●  |                         | Kyōtango    | Kyoto     |
| Tajima-Mie     | 但馬三江   | 8.6              | 80.6     | \| | \| |                         | Toyooka     | Hyōgo     |
| Toyooka        | 豊岡       | 3.0              | 83.6     | ●  | ●  | Linea principale San'in | Toyooka     | Hyōgo     |